# Ultraman Taro (personaggio)
Ultraman Taro (ウルトラマンT (タロウ)?, Urutoraman Tarō) è un personaggio immaginario, protagonista dell'omonima serie tokusatsu del franchise di Ultra. Si tratta di un supereroe alieno appartenente alla Pattuglia degli Ultra.

## Caratteristiche
A differenza degli altri Ultraman, Taro possiede un paio di corna (ereditate da suo padre, l'Ultra Padre) ed è il più forte dei sei Ultra Fratelli, riuscendo a sconfiggere il kaiju Tyrant che mise fuori combattimento i cinque Ultra precedenti.
Così come gli altri Ultra, Anche Taro ha un color timer sul petto, che indica i pochi minuti in cui può stare nella sua vera forma prima che la sua energia si esaurisca.
- Altezza: 53 metri.
- Peso: 25 000 tonnellate
- Velocità in volo: Mach 20.
- Velocità in corsa: 1200 kM orari.
- Luogo d'origine: Terra Della Luce, Nebulosa M78.
- Strumento per trasformarsi: Ultra Badge.

Poteri
- Raggio Storium (Storium Kousen): dopo essersi ricaricato di energia muovendo le braccia, Taro forma una T con le braccia e spara un raggio color arcobaleno capace di distruggere i kaiju in un colpo solo. È l'arma più usata da Taro.
- Swallow Kick: Taro spicca un balzo, compie qualche piroetta in aria e colpisce il nemico con un potente calcio. La sua mossa fisica preferita.
- Twinkle Way: Taro è capace di aprire un portale che conduce alla Terra Della Luce.
- Ultra Willpower: Taro fa credere ai suoi nemici di essere stato sconfitto tramite delle illusioni.
- Taro Bracelet: il bracciale di Taro che può trasformarsi in una lancia di energia.
- King Bracelet: una versione avanzata del Taro Bracelet. Può diventare un secchio d'acqua, in una mano magica, sparare un raggio, creare delle copie tridimensionali di Taro e generare uno scudo di energia che proteggono dagli attacchi nemici.
- Ultra Slash: Taro spara dalle mani dei proiettili di energia taglienti.
- Ultra Six-In-One: Taro può fondersi con altri Ultraman per diventare più forte.
- Ultra Smokescreen: Taro emette del fumo multicolore per confondere i nemici.
- Ultra Dynamite: Taro avvolge il suo corpo con dell'energia incandescente e corre verso il nemico per poi afferrarlo, causando una potente esplosione che disintegra l'avversario. È l'arma più potente di Taro.
- Guts Needle: semplici proiettili di energia che Taro lancia dalle dita.
- Cosmo Miracle Beam: dopo essersi fuso con gli altri cinque Ultra Fratelli, Taro spara un potentissimo raggio da un'ampia porzione del suo corpo. Usato solo nel film Ultraman Story contro il mostro Grand King.
- Appaer Beam: Taro lancia dalle mani un raggio che fa apparire cose dal nulla, come un gigantesco albero di natale.
- Revive Beam: Taro spara un raggio dalle mani che ha il potere di riportare in vita qualsiasi creatura.